# 櫛田神社 (福岡市)
櫛田神社（くしだじんじゃ）は福岡県福岡市博多区上川端町にある神社。旧社格は県社。博多の旧市街（博多部）に位置しており、地元の博多の人々からは「お櫛田さん」と愛称で呼ばれる。正式名称は、博多総鎮守櫛田神社（はかたそうちんじゅくしだじんじゃ）。

## 概要
博多の氏神・総鎮守として古くから信仰されている神社。7月の博多祇園山笠や10月の博多おくんちなど祭事が行われる。5月の博多松囃子（博多どんたく）は厳密には櫛田神社の祭事ではないものの、松囃子一行は櫛田神社から出発するしきたりになっている。

## 祭神
祭神は大幡主大神（櫛田大神）、天照皇大神、素盞嗚大神（祇園大神）の三神で、正殿に大幡主大神、左殿に天照皇大神、右殿に素盞嗚大神が祀られている。
当社以外にも日本全国にいくつかの櫛田神社があるが、それらが櫛名田姫を主祭神とする神社であるのに対し、当社では櫛名田姫は祀られていない。ただし、元々は櫛名田姫を祀る神社であったとする説もある。
大幡主大神（櫛田大神）は伊勢国松坂の櫛田神社から勧請した神とされている。別名を大若子命といい、天御中主神の19世の子孫で、北陸地方で怪物を退治したとされる。なお、大幡主大神を主祭神とする神社は佐渡市にあり、櫛名田姫を主祭神とする神社5社のうち3社も北陸地方にある。

## 歴史
社伝では、天平宝字元年（757年）、松阪にあった櫛田神社を勧請したのに始まるとされ、松坂の櫛田神社の祭神の大幡主大神が天照大神に仕える一族の神であったことから、天照皇大神も一緒に勧請されたと伝えられる。天慶4年（941年）、小野好古が藤原純友の乱を鎮めるために京都の八坂神社に祈願し、平定した後に当社に素盞嗚神を勧請したと伝えられるが、平安時代末期、平清盛が所領の肥前国 神埼（佐賀県神埼市）の櫛田宮を、日宋貿易の拠点とした博多に勧請したという説が最有力であり、櫛田神社の宮司らが編纂し1965年（昭和40年）に文部省（当時）に提出した『博多山笠記録』や1979年（昭和54年）に福岡市が発行した『福岡の歴史』でも佐賀県神埼市にある櫛田宮の分社とされている。
戦国時代に荒廃したが、1587年（天正15年）、豊臣秀吉によって博多が復興されるときに現在の社殿が造営された。
1868年（明治元年）の神仏分離令より前の江戸時代までは東長寺に属する神護寺が櫛田神社を管理していた。
1891年（明治24年）に県社に列した。

## その他
福岡県福岡市博多区の祇園町の名前は同神社に祀られている祇園大神に由来するといわれている。
博多祇園山笠の飾り山が常設されている。1960年（昭和35年）から『走れ!山笠』を放送し続けている九州朝日放送（KBC）が奉納している。
また、境内の入り口付近には「櫛田の銀杏(ぎなん)」と呼ばれる樹齢約1000年の銀杏の木がそびえる。｢博多祝い唄｣にも謡われ、県の天然記念物に指定されている。
山笠に牡丹が飾られる由来となった松浦党の波多三河守親ゆかりの切木のボタンが、2018年（平成30年）11月に唐津市肥前町から株分けされ、境内に植樹された。
1955年（昭和30年）の台風22号では、境内のエノキが倒れるなどの被害が出た。

## ギャラリー

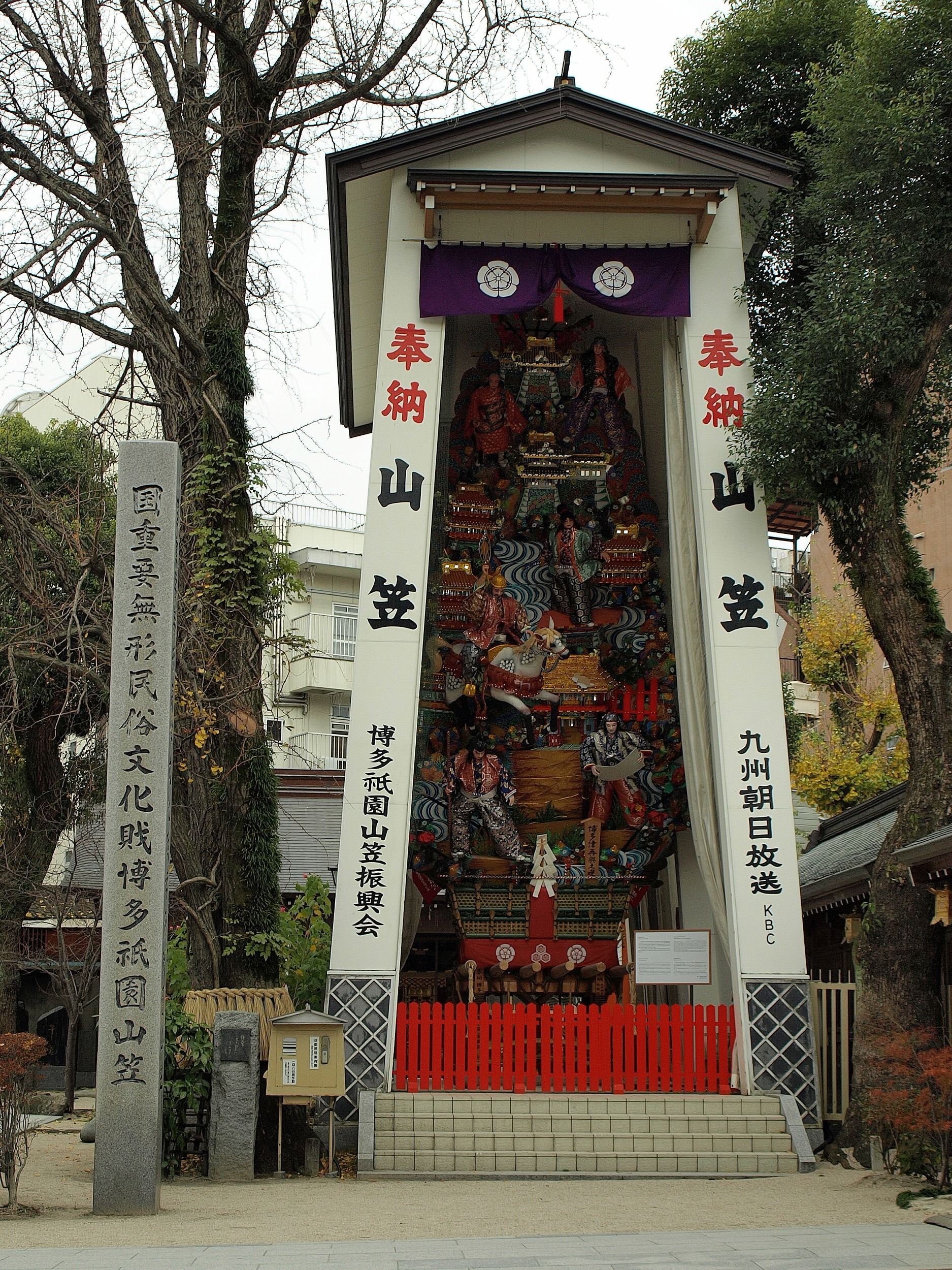
境内の飾り山
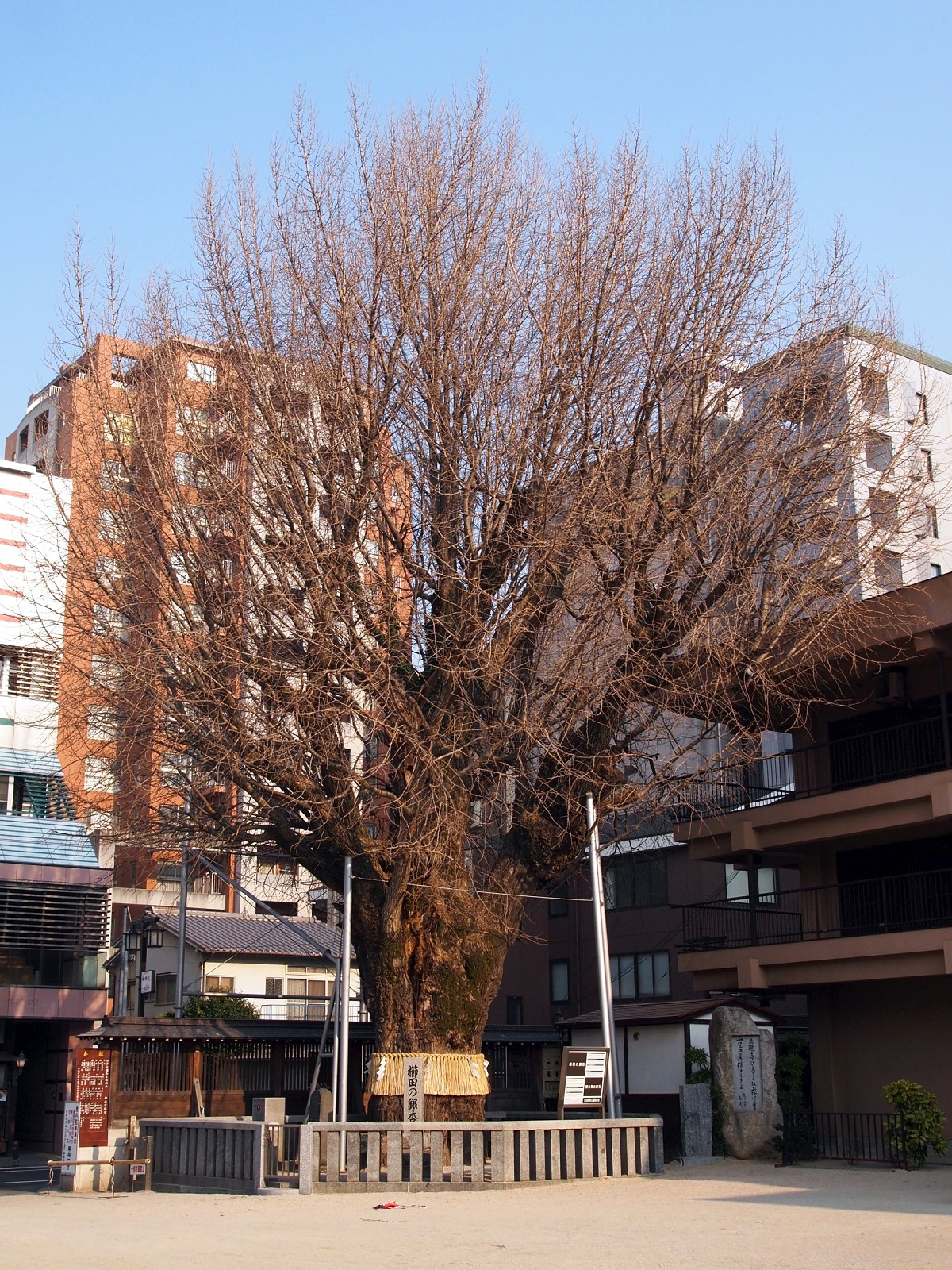
櫛田の銀杏
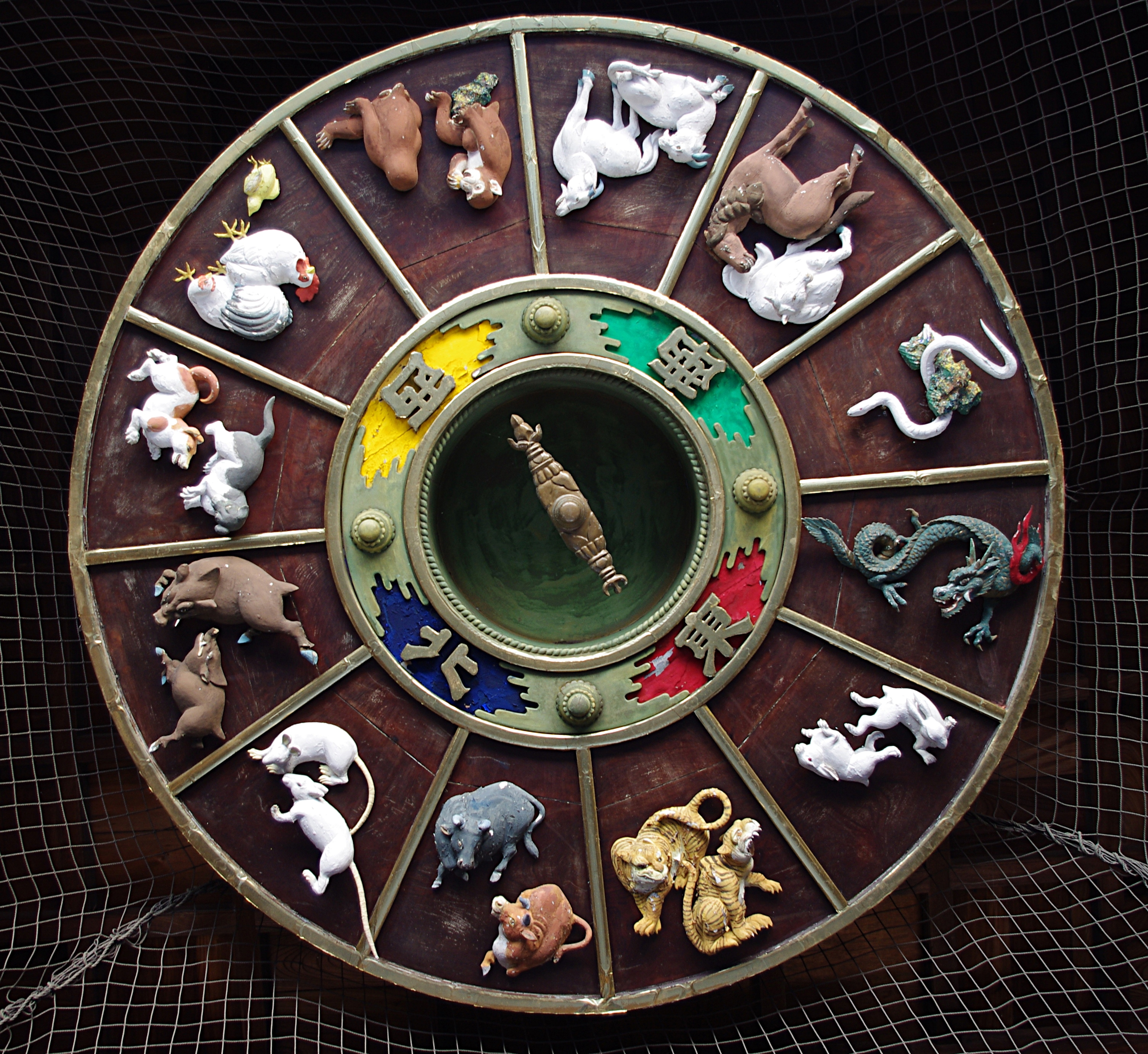
楼門天井にある干支恵方盤
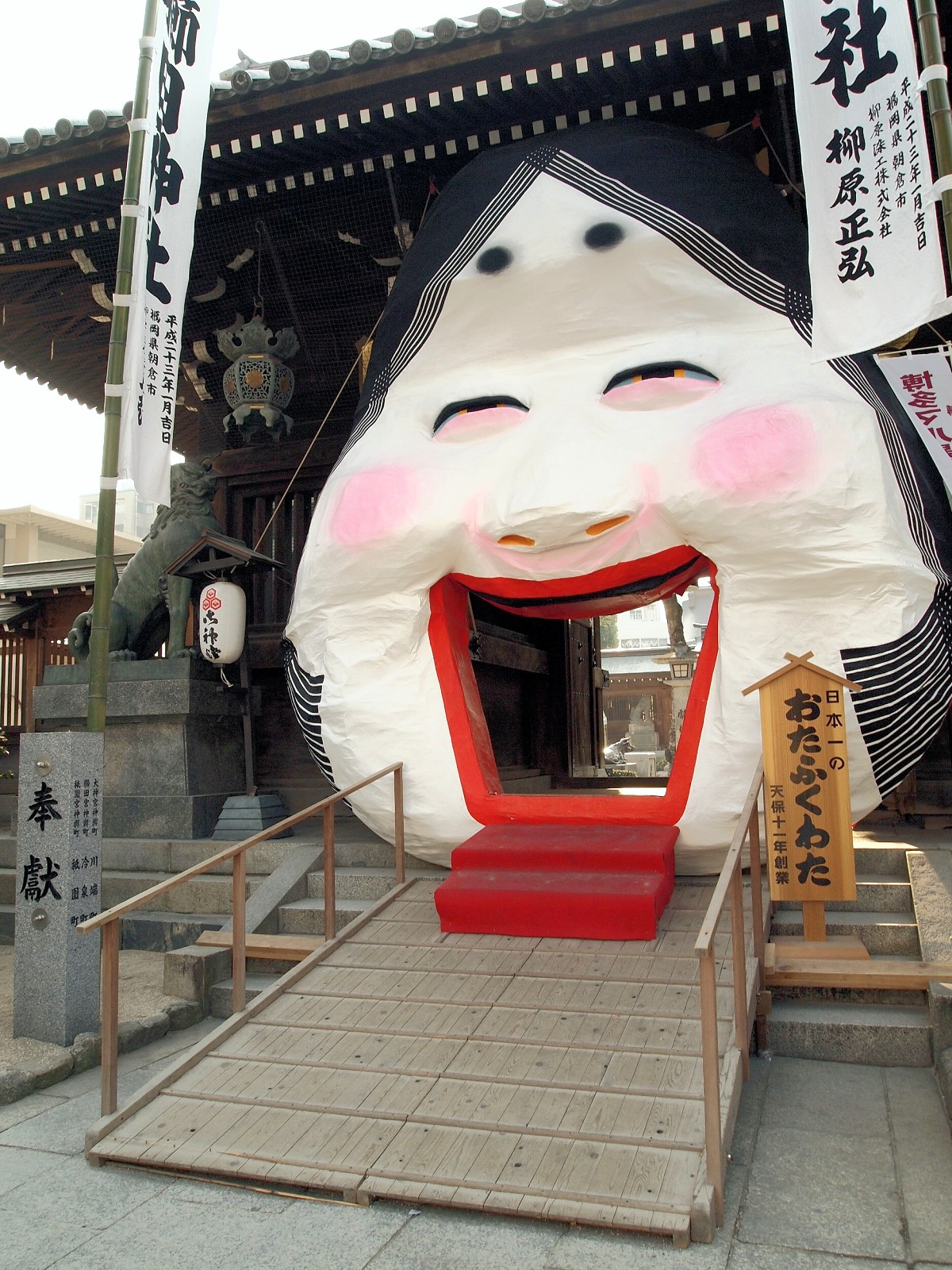
節分前後に設置される巨大お多福面
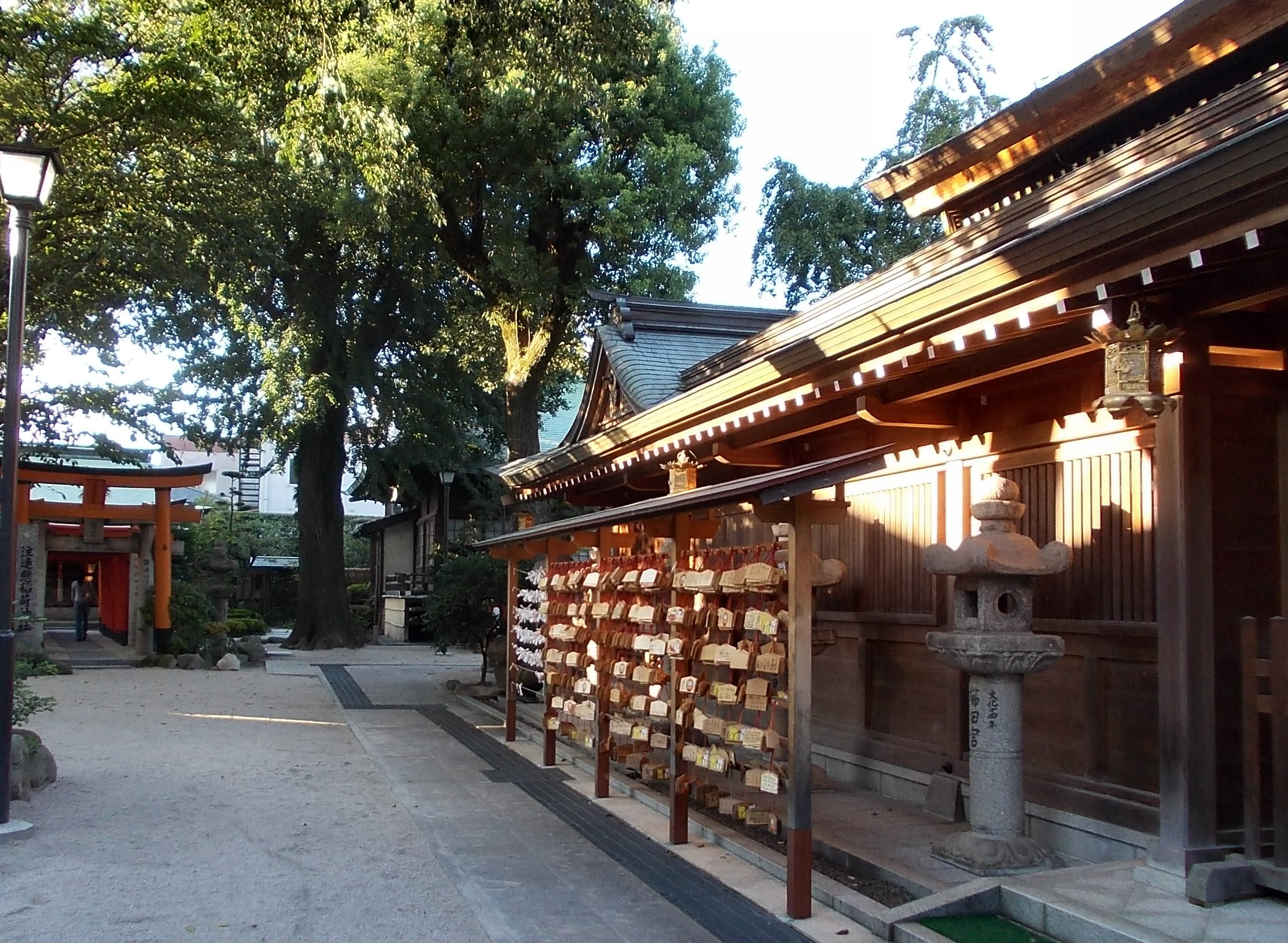
境内の絵馬
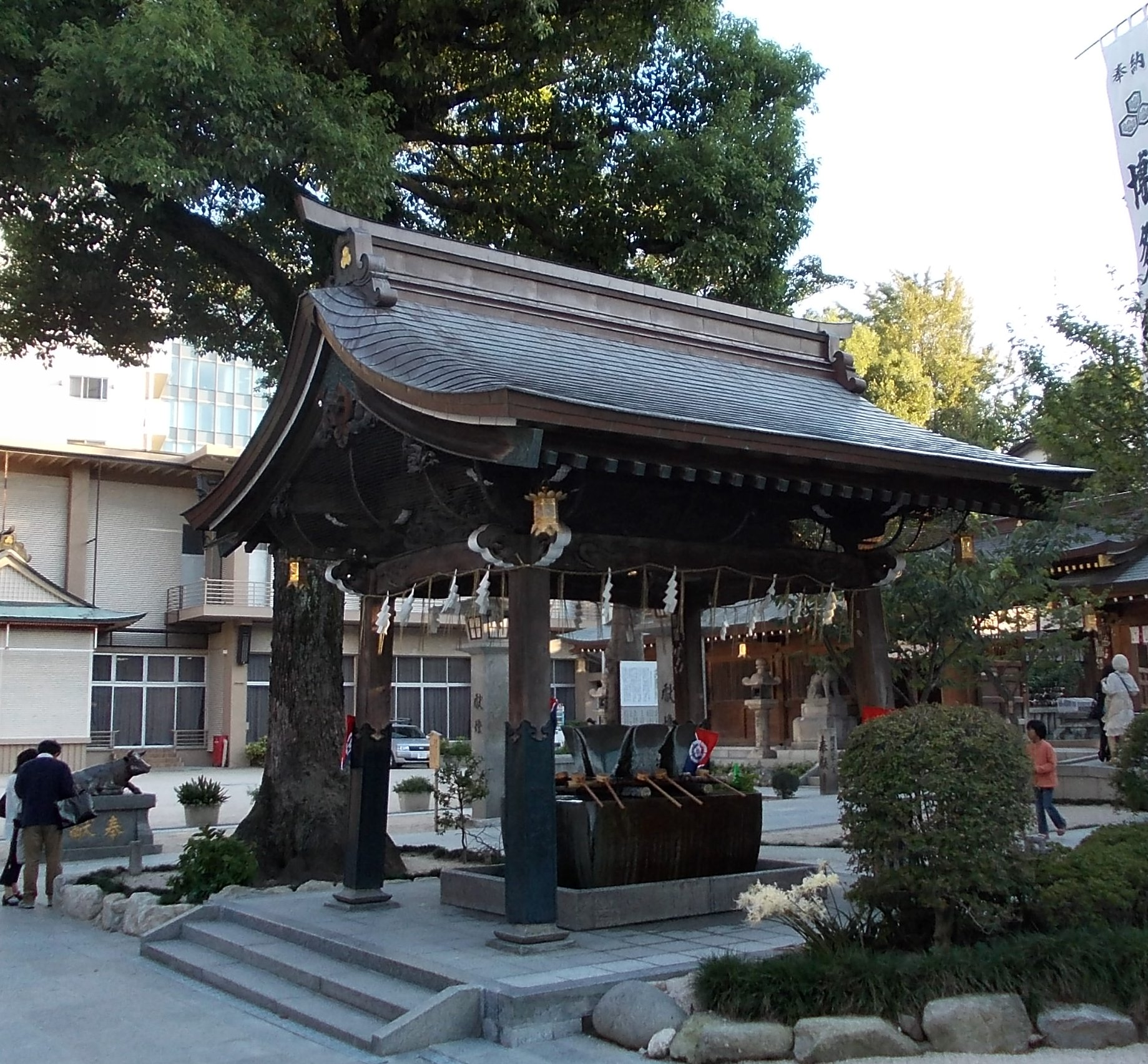
境内の手水舎（ちょうずや）
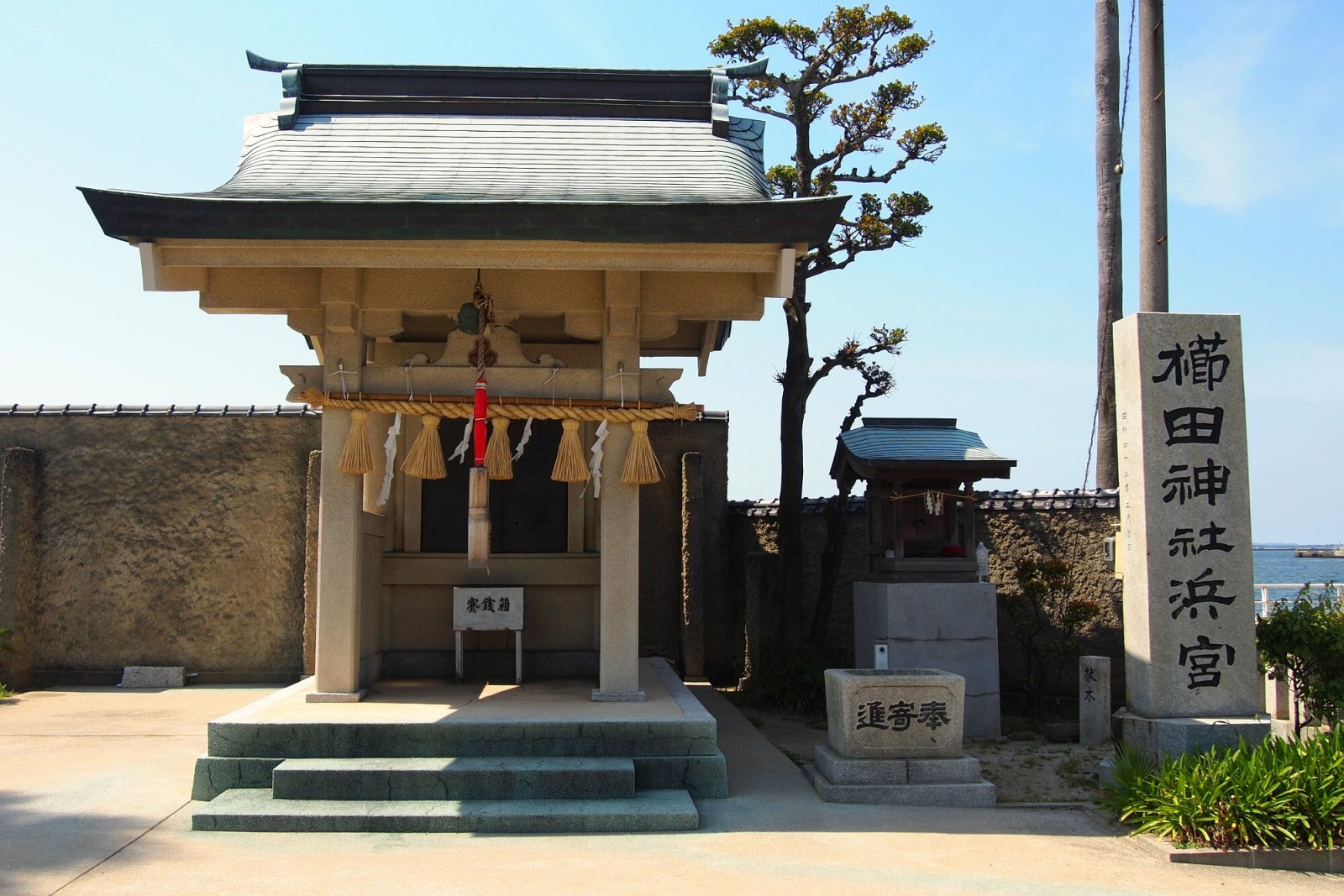
博多ふ頭にある浜宮

## 交通
- 福岡市地下鉄七隈線 櫛田神社前駅 - 徒歩1分（140メートル）。
- 福岡市地下鉄空港線 祇園駅 - 徒歩5分（400メートル）。
- 福岡市地下鉄空港線および箱崎線 中洲川端駅 - 徒歩8分（660メートル）。
- 西鉄バス - 「キャナルシティ博多前」バス停下車。
- 福岡高速環状線呉服町出入口 - 1.2キロメートル。